# Тім Скарке
Тім Скарке (нім. Tim Skarke, нар. 7 вересня 1996, Гайденгайм-ан-дер-Бренц, Німеччина) — німецький футболіст, півзахисник клубу «Уніон» (Берлін).

## Ігрова кар'єра

### Клубна
Тім Скарке є вихованцем футбольної академії клубу «Гайденгайм». 27 вересня 2015 року він дебютував у першій команді «Гайденгайму» у Другій Бундеслізі у матчі проти «Карлсруе».
У травні 2019 року стало відомо, що Скарке приєднається до клубу «Дармштадт 98» у новому сезоні. В клубі він провів три сезони, також граючи у Другій Бундеслізі.
Сезон 2022/23 футболіст почав як гравець берлінського «Уніона». Першу офіційну гру в новій команді Старке провів 8 вересня 2022 року у матчі групового етапу Ліги Європи проти бельгійського «Юніон Сент-Жилуаз». В Бундеслізі Старке зіграв першу гру 1 жоавтня, коли вийшов на заміну у матчі проти франкфуртського «Айнтрахта». Та в подальшому футболіст не зумів закріпитися в основному складі берлінського клубу і другу половину сезону провів в оренді в «Шальке 04». На сезон 2023/24 півзахисник повернувся до «Дармштадта» також на правах оренди.
Після оренди Скарке повернвуся до «Уніона».

### Збірна
У 2017 році Тім Скарке провів одну гру у складі молодіжної збірної Німеччини.